# Ультраправые в России
Ультрапра́вые в России (правые радикалы, национал-радикалы) объединяют политические движения и группы или отдельных лиц, являющихся сторонниками идеологии расизма, фашизма (включая неофашизм и неонацизм), радикального национализма, радикального неоязычества и близких к ним.
Деятельность неонацистских организаций и использование нацистской символики в России запрещены федеральными законами.

## Российская империя
Революция 1905—1907 годов вызвала существенную реакцию со стороны монархически настроенных групп, получивших известность как черносотенное движение. Крайне правые организации черносотенцев действовали в 1905—1917 годах. Они основывались на идеях русского национализма и, использовали лозунги защиты монархии и православия. К их числу принадлежали Союз русского народа, Русский народный союз имени Михаила Архангела и др. Лидерами и идеологами черносотенцев были Владимир Грингмут, Александр Дубровин, Павел Крушеван, Николай Марков, В. М. Пуришкевич. Черносотенцы включали в себя реакционные, контрреволюционные и антисемитские группы, которые с потворства властей осуществляли нападения на революционные группы и совершали еврейские погромы. Социальную основу этих организаций составляли разнородные элементы: помещики, представители духовенства, крупной и мелкой городской буржуазии, купцы, крестьяне, рабочие, мещане, ремесленники, казаки, полицейские чины, выступавшие за сохранение незыблемости самодержавия на основании уваровской формулы «Православие, самодержавие, народность». После Февральской революции 1917 года организации черносотенцев попали под запрет.
Широкое участие в революции представителей этнических меньшинств, которые были недовольны своим положением, имело следствием рост националистических настроений, направленных, по мнению консерваторов, на защиту русского народа, воспринимавшегося правыми как носитель православных и монархических начал, а также — против «внутренних врагов», которыми были объявлены денационализированные члены русского общества, а также евреи, поляки, финны и другие народы, которые принимали участие в борьбе с самодержавием. По мнению историка А. В. Репникова, в этот период русский консерватизм «всё больше сосредотачивался на проблеме этнического самоутверждения русского народа как народа главенствующего», чем существенно отличался «и от славянофилов, и от мыслителей типа Леонтьева и Победоносцева». Однако члены большей части правых партий начала XX века (Союз русского народа, Союз русских людей, Русская монархическая партия, Русский народный союз имени Михаила Архангела и др.) в своих работах чаще пользовались термином «народность», а не «нация». «Народность» они рассматривали не как политическую или этническую общность, а в качестве «культурно-конфессионального объединения с открытыми границами». По мнению Э. А. Попова, «правые партии в России не были собственно националистическими», поскольку национальный вопрос в их идеологии занимал существенное, «но всё же подчиненное значение», в сравнении с вопросом о сохранении российского самодержавия.

## 1930—1940-е годы в эмиграции
Период развития русского фашизма в 1930—1940-е годы характеризовался симпатией к итальянскому фашизму и германскому национал-социализму, ярко выраженным антикоммунизмом и антисемитизмом.
В рамках русского фашизма, под влиянием близких идеологий Италии и Германии национализм приобрёл крайние, экстремистские формы. Русский фашизм имеет свои корни также в движениях, известных в истории как «чёрная сотня» и «белое движение». Был распространён среди белоэмигрантских кругов, проживающих в Германии, Маньчжоу-го и США. В Германии и США (в отличие от Маньчжоу-го) политической активности они практически не вели, ограничиваясь изданием газет и брошюр.
Некоторые идеологи белого движения, такие как Иван Ильин и Василий Шульгин, приветствовали приход к власти Бенито Муссолини в Италии и Адольфа Гитлера в Германии, предлагая соратникам фашистский «метод», как способ борьбы с социализмом, коммунизмом и безбожием. При этом политические репрессии и антисемитизм они не отрицали и оправдывали.
С началом Второй мировой войны русские фашисты в Германии поддержали нацистскую Германию и влились в ряды русских коллаборационистов.

## Советский Союз
Первые сведения о неонацистских организациях в СССР появились во второй половине 1950-х годов. В части случаев участников привлекала в первую очередь эстетика нацизма (ритуалы, парады, форма, культ красивого тела, архитектура). Другие организации больше интересовались идеологией нацистов, их программой и фигурой Адольфа Гитлера. Становление неонацизма в СССР относится к рубежу 1960—1970-х годов, в этот период нацистские организации ещё предпочитали действовать в подполье.
Современное русское неоязычество сложилось во второй половине или конце 1970-х годов и связано с деятельностью сторонников антисемитизма московского арабиста Валерия Емельянова (неоязыческое имя — Велемир) и бывшего диссидента и неонацистского активиста Алексея Добровольского (неоязыческое имя — Доброслав).
В советское время основатель движения русского ведизма (направления славянского неоязычества) Виктор Безверхий (Остромысл) почитал Гитлера и Гиммлера и в узком кругу своих учеников пропагандировал расовые и антисемитские теории, призывая к избавлению человечества от «неполноценного потомства», якобы возникающего вследствие межрасовых браков. Таких «неполноценных людей» он называл «ублюдками», относил к ним «жидов, индийцев или цыган и мулатов» и считал, что они мешают обществу достичь социальной справедливости. В возрасте 51 года он принёс клятву «посвятить всю свою жизнь борьбе с иудейством — смертельным врагом человечества». Текст этой клятвы, написанной кровью, был обнаружен у него при обыске в 1988 году. Безверхий разработал теорию «ведизма», согласно которой, в частности: «В случае победы фашизма все народы будут просеяны через сито определения расовой принадлежности, арийцы будут объединены, азиатские, африканские и индейские элементы поставлены на свое место, а мулаты — ликвидированы за ненадобностью». На базе существовавшего с 1986 года неформального «Союза волхвов» Безверхим в июне 1990 года в Ленинграде был основан «Союз Венедов».
Первые публичные манифестации неонацистов в России произошли в 1981 году в Кургане, а затем в Южноуральске, Нижнем Тагиле, Свердловске и Ленинграде.
В 1982 году в день рождения Гитлера группа московских старшеклассников провела нацистскую демонстрацию на Пушкинской площади.

## Постсоветский период

### Идеология
Ряд позднесоветских и постсоветских радикальных православных монархических националистических групп («Память», «Отечество», «Русское национальное единство» и др.) может именоваться черносотенными, поскольку разделяет идеи этого движения начала XX века.
В идеологии германских нацистов славяне в целом рассматривались как представители «низшей расы», «недочеловеки», результатом чего стала попытка реализации во время Второй мировой войны «Генерального плана Ост», который предусматривал истребление, изгнание или порабощение большинства или всех славян из центральных и восточных регионов Европы (русских, украинцев, поляков и других). В праворадикальной российской среде распространена идея, что немецкие нацисты не считали славян ниже себя в расовом отношении. Ряд праворадикальных музыкальных групп исполняют песни о том, как «славяне тоже сражались в отрядах СС за чистоту арийской крови», а немцы считали русских своими «белыми братьями», тогда как всё опровергающее это — «вымысел коммунистов». Российский автор Владимир Авдеев (создатель учения «расология» о превосходстве «нордической расы» над другими) писал, что в нацистской Германии якобы не было «оголтелой целенаправленной русофобии» и славян не считали «недочеловеками». Обратное он считал «стереотипами советской и либеральной эпох» и «безграмотной фантазией ангажированных журналистов».
Как и старый нацизм, российский неонацизм сочетает этнический национализм, идею «арийской расы», её биологического и культурного превосходства над другими расами, расовый антисемитизм («семитская раса» рассматривается как антипод и главный враг «арийской»), антикоммунизм, антидемократизм. Существенным является культ Адольфа Гитлера. Основным символом остаётся свастика и различные её модификации.
Замалчивание Холокоста в СССР оказало на российское общество, власти и науку крайне негативное влияние, в частности способствовало распространению ультраправой идеологии и созданию неофашистских организаций. Как полагает Илья Альтман, в России это влияние было большим, чем где-либо на постсоветском пространстве в Европе.
С начала 1990-х годов в России приобрёл большую популярность арийский миф. Издаются многочисленные серии сборников работ популяризаторов арийской идеи («Тайны русской земли», «Подлинная история русского народа» и др.). Они доступны в российских книжных магазинах, в муниципальных и университетских библиотеках. Эти сочинения не являются маргинальными: они имеют тиражи в десятки тысяч экземпляров (или миллионов, например, книги Александра Асова), их содержание участвует в формировании мировоззренческой основы широких слоёв населения относительно древней истории. Авторы, развивающие арийскую тему, часто являются сотрудниками институтов геополитики или членами новых самодеятельных академий. Специальным историческим образованием обладает лишь небольшое их число. Большинство из них имеют образование в области точных (физико-математических) или технических наук. «Арийская» идея в варианте славянского неоязычества (происхождение славян от «ариев» из Гипербореи или Средней Азии, называемых также «расой белых богов»; связь славян с Индией; древние дохристианские славянские «рунические» книги; происхождение от «славян-ариев» древних цивилизаций; неоязыческий символ «коловрат» как древнеславянский символ; вариант инопланетного происхождения «ариев-гиперборейцев») популяризируется в «документальных» передачах одного из наиболее популярных российских федеральных телеканалов «РЕН ТВ» (2016, 2017 и др.), в том числе в передачах Игоря Прокопенко и Олега Шишкина.
В ряде направлений русского национализма «арийская» идея используется для обоснования права на территорию современной России или бывшего Советского Союза, которая объявляется ареалом обитания древних «славян-ариев». В ряде постсоветских стран «арийство» культивируется неоязыческими движениями, которые не устраивает реальная история своих народов. Идеализируется дохристианское прошлое, позволяющее представить своих предков великим победоносным народом. Выбор падает на язычество, поскольку оно, по мнению данных идеологов, наделено «арийским героическим началом» и не отягощено христианской моралью, призывающей к милосердию и игнорирующей идею приоритета «крови и почвы». Христианство рассматривается неоязычниками как помеха успешной «расовой борьбе». Отказ от христианства и возвращение к «этнической религии», «вере предков», по мысли неоязычников, будет способствовать преодолению раскола нации и вернёт ей утраченные моральные «арийские» ценности, способные вывести её из кризиса. Неоязычники призывают вернуться к «арийскому мировоззрению» во имя общественного здоровья, которое уничтожается современной цивилизацией. В рамках этого дискурса вновь становятся популярными лозунги «консервативной революции» 1920-х годов. Объявляя себя «арийцами», радикалы стремятся сражаться за «спасение белой расы», что выливается в нападения на «мигрантов» и других представителей нетитульных национальностей.
Во многих направлениях славянского неоязычества (родноверия) славянам или русским приписывается историческое и культурное или расовое превосходство над другими народами. Эта идеология включает русское мессианство, русский народ считается единственной силой, способной противостоять мировому злу и повести за собой остальной мир. «Арийская» идея ставит перед Россией задачу построения аналога «Четвёртого рейха», новой «арийской» империи мирового масштаба. Русский арийский миф отвергает любые территориальные споры, поскольку русский народ изображается абсолютно автохтонным на всей территории Евразии. Реже встречается модель этнонационального государства, связываемого с сепаратизмом отдельных русских регионов. Предполагается раздробление России на несколько русских национальных государств, лишённых этнических меньшинств. В обоих случаях считается, что сплочение общества в новом государстве должно строится на единой «родной вере».
Арийский миф в славянском неоязычестве является частью одного из глобальных феноменов современности, который заключается в создании «традиций». Возврат к рефлексиям на «арийскую» тему принимает множество форм. В религиозном плане наблюдается развитие большого числа движений, ориентированных на «воссоздание» древнего славянского язычества, например в облике «Русского национального социализма» Алексея Добровольского (Доброслава); в историографическом плане — стремление демонстрации «славного арийского прошлого русов»; в политическом плане — медленный перенос «арийских» аллюзий из среды экстремистских националистических партий ультраправого толка в политический инструментарий более умеренных групп, например, Партии духовного ведического социализма Владимира Данилова. По мнению социолога и политолога Марлен Ларюэль, широкая общественность часто не способна увидеть идеологический фон арийского мифа и его исторические связи с нацизмом. В целом укрепление «арийских» идей у русских остаётся мало изученным и мало осознаваемым.
В России «арийское возрождение» связано с ложно понятым тезисом о необходимости знать своё национальное прошлое. «Арийская» идея часто воспринимается как проявление интереса широкой общественности к истории, религии и культуре древних славян, и в таком понимании встречает всестороннюю поддержку. Сторонники арийского мифа используют потребность в разработке национальной идеи, предлагая концепцию древности и исторической непрерывности существования народа, которая позволила бы пережить идейный кризис, вызванный исчезновением Советского Союза.
Историк Д. В. Шляпентох писал, что, как и в Европе, в России неоязычество толкает некоторых своих приверженцев к антисемитизму. Этот антисемитизм тесно связан с негативным отношением к выходцам из Азии, и данный акцент на расовом факторе может приводить неоязычников к неонацизму. Склонность неоязычников к антисемитизму представляет собой логическое развитие идей неоязычества и подражание нацистам, а также является следствием ряда специфических условий современной российской политики. В отличие от предшествовавших режимов современный российский политический режим, а также идеология среднего класса сочетают поддержку православия с филосемитизмом и позитивным отношением к мусульманам. Эти особенности режима способствовали формированию специфических взглядов неонацистов-неоязычников, которые представлены в значительной мере в среде социально незащищённой и маргинализированной русской молодёжи. По их мнению, власть в России узурпировала клика заговорщиков, включающих иерархов православной церкви, евреев и мусульман. Вопреки внешним разногласиям, считается, что эти силы объединились в своём стремлении удержать власть над русскими «арийцами».
Имеет распространение концепция «арийского христианства», созданная в XIX веке авторами расовых теорий и получившая распространение в XX—XXI веках в рамках национал-социализма, неонацизма и неоязычества. «Арийское христианство» представляет собой один из вариантов ответа на вопрос сторонников «арийской» идеи об их отношении к христианству как к религии, с одной стороны традиционной, а с другой стороны тесно связанной с иудаизмом. Согласно этой концепции, христианство имеет «арийское» происхождение и сущность и должно быть очищено от наследия иудаизма. Центральной здесь является идея «арийского Иисуса» о том, что Иисус Христос по происхождению или по духу был «арийцем».
Один из ранних вариантов арийской идеи, арктическая гипотеза Б. Г. Тилака, была развита российскими этнографами Н. Р. Гусевой и С. В. Жарниковой, писавшими о северной прародине ариев и славян (по Гусевой — «индо-славов»). Они пытались доказать популярную у славянских сторонников арийского мифа идею об особо близком родстве славянских языков и санскрита. Идеи Гусевой и Жарниковой пользуются популярностью в среде русских националистов и неоязычников.
В России и на Украине с арийским мифом, в том числе в различных направлениях славянского неоязычества, тесно связан хазарский миф, конспирологическая идея о многовековом «хазарском (еврейском) иге» над Русью и о современных евреях как генетических и культурных наследниках евреев Хазарского каганата, тайно правящих Россией или Украиной. Идея построена на летописных сведениях о дани, которую платила хазарам часть восточнославянских племён, о победе над Хазарией князя Святослава и об иудейском вероисповедании части населения Хазарии. Сторонники идеи считают, что власть над славянами осуществляли именно евреи, эта власть была свергнута князем Святославом, но восстановлена князем Владимиром и продолжается вплоть до современности. В связи с этим для обозначения евреев используется эвфемизм «хазары». «Хазарское иго» сторонниками идеи рассматривается как локальный (российский и украинский) вариант всемирного еврейского господства и борьбы «арийцев» и «семитов».
Самым популярным символом славянского неоязычества является «коловрат», который главенствует в символическом поле и маркирует религиозную и групповую идентичность. В начале 1990-х годов бывший диссидент и один из основателей русского неоязычества Алексей Добровольский дал название «коловрат» четырёхлучевой свастике, идентичной немецкому хакенкройцу. Позже он перенёс это название на введённую им восьмилучевую прямоугольную свастику. По мнению историка и религиоведа Р. В. Шиженского, Добровольский воспринял идею свастики из работы «Хроника Ура-Линда» нацистского идеолога Германа Вирта — первого руководителя Аненербе. Четырёхлучевая свастика и некоторые другие её варианты встречаются в славянской культуре, но символ «коловрат» в традиционной культуре отсутствует.
Против «великодержавия» и имперской идеи, ассоциируемых с «Евразийским проектом» выступает праворадикальный неоязыческий деятель Алексей Широпаев. Он не разделяет антизападничества: на «белом» Западе он предлагает искать расовых союзников. Широпаев высказывает сомнения в единстве русского народа и рассматривает его как конгломерат субэтносов, различающихся как психологически, так и физиологически. По этой причине он выступает сторонником русского сепаратизма, полагая, что в нескольких небольших русских по составу государствах будет легче отстаивать интересы русских, чем в большой многонациональной империи. Их центром притяжения, по его мнению, должна стать «Великая Русь», включающая центральные и северо-западные районы России. Она должна стать гомогенной в «культурно-расовом» отношении и ориентироваться на немецкие расовые идеи. Этот этап Широпаев рассматривает как промежуточный на пути к периоду, когда конфедерация русских республик станет плацдармом для «новой белой колонизации» и образования «современной неоколониальной империи». Позднее Широпаев заявлял об идее разделения России на семь русских республик и превращение её в «федеративное содружество наций», где нация понимается не в этническом, а в политическом смысле. Вместе с другим праворадикальным неоязыческим деятелем Ильёй Лазаренко Широпаев утверждал, что проект «российской нации» провалился, поскольку в приоритете у населения России сохраняется этничность. С этими идеями Лазаренко и Широпаев выступали на Десятых Старовойтовских чтениях 22 ноября 2013 года в Высшей школе экономики в Москве. Центральный федеральный округ Широпаев предложил преобразовать в Республику Залесская Русь и формировать в ней «залесское самосознание». Лазаренко руководит движением «Залесская Русь».

### Организации
В 1990-е годы заметным явлением среди правых радикалов неонацистского толка в России стали НС-скинхеды. А. Н. Тарасов считает ключевыми причинами резкого роста движения скинхедов в России развал системы образования и воспитания, а также экономический спад и безработицу во время реформ 1990-х годов. Росту численности скинхедов также способствовала война в Чечне, усилившая неприязнь к выходцам с Кавказа и недостаточная активность правоохранительных органов в борьбе с праворадикальными организациями. По мнению историка В. Н. Шнирельмана, на распространение расизма и «арийской идентичности» среди скинхедов в России также повлияла антикоммунистическая пропаганда и критика интернационализма в период «дикого капитализма» 1990-х годов, когда социал-дарвинизм и «стремление к героическому» способствовали популярности образов «сверхчеловека» и «высшей аристократической расы».
Одной из крупнейших партий русских национал-экстремистов до конца 1990-х годов было неонацистское общественно-политическое движение «Русское национальное единство» (РНЕ) Александра Баркашова, основанное в 1990 году. В конце 1999 году РНЕ предприняло неудачную попытку принять участие в выборах в Государственную Думу. Баркашов рассматривал «истинное православие» как сплав христианства с язычеством, выступал за «Русского Бога» и якобы связанную с ним «арийскую свастику». Он писал об атлантах, этрусках, «арийской» цивилизации как прямых предшественниках русской нации, об их многовековой борьбе с «семитами», «мировом еврейском заговоре» и «господстве евреев в России». Символом движения была модифицированная свастика. Баркашов был прихожанином «Истинно-православной („катакомбной“) церкви», и первые ячейки РНЕ формировались как братства и общины ИПЦ.
Часть российских неонацистских организаций входит в международный «Всемирный союз национал-социалистов» (World Union of National Socialists, WUNS, основан в 1962 году). По состоянию на 2012 год к числу официально зарегистрированных членов союза относятся шесть российских организаций: «Национальное сопротивление», Национал-социалистическое движение «Русский дивизион», Всероссийское общественное патриотическое движение «Русское национальное единство» (РНЕ), Национал-социалистическое движение «Славянский союз» (запрещено решением суда в июне 2010 года) и другие. Не входят в ВСНС организации: Национал-социалистическое общество (НСО, запрещено решением суда в 2010 году), Русский общенациональный союз (РОНС; запрещён в сентябре 2011 года) и др.
К числу неонацистских организаций радикального крыла, использующих террористические методы борьбы, принадлежали группировки скинхедов: «Легион „Вервольф“» (ликвидирована в 1996 году), «Шульц-88» (ликвидирована в 2006 году), «Белые волки» (ликвидирована в 2008—2010 годах), «Новый порядок» (прекратила существование), «Русская цель» (прекратила существование) и др.
В России издавались праворадикальные журналы «Атака», «Наследие предков» (П. В. Тулаев), «Нация» и другие.
22 марта 2015 года в Санкт-Петербурге прошёл «Международный русский консервативный форум», в котором приняли участие представители европейских правых и ультраправых партий и объединений из Бельгии (Евро-Русь), Болгарии (Атака), Великобритании (Британский союз), Германии (Национал-демократическая партия Германии), Греции (Хриси Авги), Дании (Датская партия), Испании (Национальная демократия), Италии (Новая сила, Лига Ломбардии), России (Родина), Швеции (Партия шведов) и отдельные ультраправые деятели. Некоторые из этих организаций характеризуются как неонацистские или неофашистские. Фактически форум был организован Санкт-петербургским отделением партии «Родина», формальным организатором выступил «Русский национальный культурный центр — Народный дом».
В конце и после перестройки происходило возрождение черносотенного движения. Так, в 1992 году член общества «Память» Александр Штильмарк начал издавать газету «Чёрная сотня», тогда же его группа «Чёрная сотня» отделилась от общества «Память». С 2003 года «Православный набат» — главное издание черносотенного движения, возглавляемого Штильмарком.
К черносотенцам относится воссозданный в 2005 году «Союз русского народа», газета «Православная Русь», организации во главе с Михаилом Назаровым, основанная среди фанатов группы АлисА «Красно-чёрная сотня», а также большое число мелких организаций.